# Ред и закон: Злочиначке намере (10. сезона)
Десета сезона серије Ред и закон: Злочиначке намере је премијерно емитована на каналу НБЦ од 1. маја до 26. јуна 2011. године и броји 8 епизода. Временски термин је померен на недељу увече у 21:00 час са уторка увече у 22:00 часа.
Ово је прва и једина сезона од почетка серије која се није емитовала са изворном серијом Ред и закон због отказивања исте од стране НБЦ-а у мају 2010. Епизоде из ове сезоне су репризиране на НБЦ-у понедељком почевши од 30. мај 2011 у 21:00 час што је довело до нових епизода серије Ред и закон: ЛА која је стављена на паузу од јануара до почетка априла 2011. што је довело до емитовања њених нових епизода до јула 2011.
Серија је завршила своју десету сезону 26. јуна 2011. То је потврдио копредседник САД Мреже Џеф Вактел 15. јула 2011. Када су га питали о могућој 11. сезони, Вактел је одговорио „Не — и то кажем уз поштовања према серији, Дику [Волфу] и што је најважније према публици“. Вактел је такође навео разлоге за отказивање монетарна питања. Епизоде десете сезоне у просеку су имале 4,43 милиона гледалаца и 1,67 милиона у скупини становништва од 18 до 49 година што је више него у деветој сезони.

## Промене у глумачкој постави и екипи и повраци глумаца
У августу 2010. Џеф Голдблум (детектив Зек Николс) је најавио одлазак из серије након што је променио агенцију и није био сигуран у будућност серије. Могућности за обнављање уговора Голдблуму, Шефрон Бароуз и Мери Елизабет Мастрантонио су формално истекле 31. јула 2010. пошто су продужене за месец дана 30. јуна када су првобитно истекле. Серија је у то време била у лимбу. Више од месец дана касније, потврђено је да се серија враћа за десету и последњу сезону која се састоји од осам епизода уз повратак Винсента Д'Онофриа који тумачи детектива Роберта Горена. Вест да серија добија одговарајућу завршницу била је у оштрој супротности са наглим отказивањем изворне серије од стране НБЦ-а у мају 2010.
Неколико недеља касније, објављено је да ће се Кетрин Ерб вратити детективке Александре Имс што је такође потврдило да је члан глумачке поставе девете сезоне Шефрон Бароуз (детективка Серена Стивенс) отишла. Ово је значило повратак јединственог изворног пару детектива Имсове и Горена који су се појављивали у прве четири сезоне серије.
У фебруару 2011. Џеј О. Сандерс се придружио екипи као капетан Џозеф Хана заменивши Мери Елизабет Мастрантонио (капетан Зои Калас). Сандерс се појавио у епизодама и изворне серије и Злочиначке намере (у епизоди друге сезоне "Мртви").
Крис Бранкато је заменио Валона Грина као директор серије и извршни продуцент. Грин је био директор серије и извршни продуцент осме и девете сезоне. Бивши директор серије и извршни продуцент Ворен Лајт написао је сценарио за епизоду "Пехар вина" заједно са свим сценама са Д'Онофриом и Џулијом Ормонд и завршне сцене у последњој епизоди "Дечаку са плавим плетеним качкетом". Ко-творац, програмер и бивши директор серије и извршни продуцент Рене Балсер такође је радио сценарио за последњу епизоду, али није потписан. Бранкато је указао да би серија могла да буде обновљена за 11. сезону ако последње епизоде буду имале довољну гледаност.
Глумац Винсент Д'Онофрио се у вези повратка осећао; „Чињеница да смо имали толико гледалаца, више од других кабловских серија, чудно је видети да се серија завршава." Иако је серија претрпела нагли пад гледаности у деветој сезони, што се поклопило са исписивањем Д'Онофриа и Ербове из серије. Кетрин Ерб је рекла ТВ Водич у вези тога ако серија буде обновљена: „Знам да бих била тамо за трен. Прилично сам сигурна да Винсент [Д'Онофрио] мисли исто. Сви су се заиста надали да ћемо у 11. сезони добити нешто. Било да су обожаваоци у стању да нас врате или не, ко зна. Имају невероватну моћ."

## Преглед сезоне
Десета сезона се враћа на пар детектива Роберта Горена (Винсент Д'Онофрио) и Александру Имс (Кетрин Ерб) у Одељењу за тешка кривична дела. Отпуштен због непослушности пре годину дана, детектив Горен се поново ујединио са својом дугогодишњом ортакињом Алекс Имс по налогу новог капетана (Џеј О. Сандерс). Међутим, поред решавања случајева, Горен има обавезне сеансе са сјајном полицијском психологињом др. Полом Гајсон (Џулија Ормонд).
Ова последња осмоепизодна сезона усредсређена је на Горенову измучену прошлост и зацртавање пута за успешну будућност. Прича за ову сезону укључивала је прелепу банкарку чија је једина странка била католичка црква, пустолова одметника који је можда најбољи кибер-ратник у земљи и жену која је уцењивала богатог, таблоидног "лошег дечка". Епизода „Икар“ истраживала је сценарио подстрекнут многим догађајима са глумцима из бродвејске представе Спајдермен: Искључите мрак који су у овом случају постали трагични. Ова варијанта садржи ликове у распону од снажног редитеља до тајног бисексуалног композитора и рок звезде.

## Улоге
- Винсент Д'Онофрио као Роберт Горен
- Кетрин Ерб као Александра Имс

## Епизоде
| Бр. у серији | Бр. у сезони | Наслов                               | Редитељ         | Сценариста                                                                  | Премијерно емитовање | Прод. код | Бр. гледалаца (милиони) |
| --- | ------------ | ------------------------------------ | --------------- | --------------------------------------------------------------------------- | -------------------- | --------- | ----------------------- |
| 188 | 1            | "Поштовање"                          | Џин де Сегонзек | Рик Ид                                                                      | 1. мај 2011.         | 10004     | 5.10                    |
| Када је млада девојка из пословне пратње убијена, истрага води детективе Горена и Имсову иза кулиса модне индустрије где су сведоци многих моралних споразума — да не спомињемо потпуно кршење закона — којима је дозвољено да задрже садржај звезде и израдитеља и тврдоглавог рокера Најла Брита. Да ли би се кључни чланови модне куће склонили да убију како би заштитили одбеглу железничку олупину која им све доноси милионе или се те вештине користе за заташкавање? |              |                                      |                 |                                                                             |                      |           |                         |
| 189 | 2            | "Утеха"                              | Мајкл Смит      | Крис Бранкато                                                               | 8. мај 2011.         | 10001     | 3.68                    |
| Детективи Горен и Имсова истражују смрт банкара који је радио са католичком црквом и могао би да буде део заташкавања и морају да утврде да ли је банкар убијен или је извршио самоубиство. Откривају да је једина странка банке Католичка црква и копају по бруци и заташкавањем повезаним са убиством. |              |                                      |                 |                                                                             |                      |           |                         |
| 190 | 3            | "Обоје на земљу"                     | Џин де Сегонзек | Синопсис: Мерлејн Гомард Мајер Сценарио: Мерлејн Гомард Мајер и Пол Екштајн | 15. мај 2011.        | 10002     | 3.83                    |
| Када је генијални хакер бачен са зграде, процурели су владини списи, а детективи Горен и Имсова касније откривају текући рат између два лична друштва за обезбеђење. |              |                                      |                 |                                                                             |                      |           |                         |
| 191 | 4            | "Последња улица на Менхетну"         | Џин де Сегонзек | Рик Ид                                                                      | 22. мај 2011.        | 10006     | 3.33                    |
| Убиство генералног директора са Вол Стрита води детективе Горена и Имсове на истражни траг који води у свет врхунског склапања провода на Менхетну где су богати мушкарци упарени са лепим, успешним женама. Њихови напори одводе их у Имсин крај из детињства и последњу стамбену улицу на острву Менхетна, 218. у Инвуду. Горен и Имсова морају да утврде који би од бројних жртвиних непријатеља могао бити одговоран. |              |                                      |                 |                                                                             |                      |           |                         |
| 192 | 5            | "Пехар вина"                         | Мајкл Смит      | Ворен Лајт                                                                  | 5. јун 2011.         | 10003     | 3.91                    |
| Када је богати увозник вина пронађен мртав од срчаног удара пошто је био закључан у свом винском подруму, детективи Горен и Имсова откривају заверенички рад врхунске аукцијске куће. Када се открије да је продавао кривотворени производ, пажња се окренула на његове пословне сараднике и сараднике ентузијасте вина. |              |                                      |                 |                                                                             |                      |           |                         |
| 193 | 6            | "Леш"                                | Френк Принзи    | Џули Мартин                                                                 | 12. јун 2011.        | 10005     | 3.59                    |
| Када је мирољуб који финансира предузеће за истраживање пронађен убијен, његово тело је замењено здравственим лешом из истог института који је финансирао, детективи Горен и Имсова су позвани да истраже, али оно што су пронашли иза зидова реномираног истраживачког института дало им је много осумњичених. У међувремену, Горен би могао поново да ризикује да изгуби каријеру. |              |                                      |                 |                                                                             |                      |           |                         |
| 194 | 7            | "Икар"                               | Френк Принзи    | Џули Мартин                                                                 | 19. јун 2011.        | 10007     | 3.27                    |
| Бродвејски мјузикл који је погођен великим неуспесима ухватио је још један наслов када је главна звезда серије, звезда ситкома Марк Лендри, пао у смрт током једног од високо кореографских вратоломија у представи. У почетку су глумци и екипа показали солидарност пред катастрофом, али када су Горен и Имсова искључили несрећу, спољашност тесне позоришне породице се распада и открива учеснике у овој трагедији онаквима какви заиста јесу: подуговорник који је негодовао да га пребацују због ненадареног великог имена, рок звезда пуна арене забринута да његово писање песама не прође испит, продуцент опседнут очувањем бродвејског наслеђа своје породице и визионарски редитељ који се распада по шавовима чији је неуморни помоћник који ће учинити све да је одржи на окупу. Док Горен и Имсова још више повлаче завесу, проналазе само очајне и несигурне уметнике које ће глад за светлима славе натерати на све - па и на убиство. |              |                                      |                 |                                                                             |                      |           |                         |
| 195 | 8            | "Дечаку са плавим плетеним качкетом" | Џин де Сегонзек | Џули Мартин и Крис Бранкато                                                 | 26. јун 2011.        | 10008     | 3.75                    |
| Детективи Горен и Имсова истражују убиство браће близанаца умешаних у жестоку парницу, а њихова тела су откривена у пословници интернет-друштва које су тужили. Истрага о страници која повезује странце које су имале кратке романтичне сусрете доводи до занимљивих открића о стварању странице, а Горен би могао да плати високу цену. |              |                                      |                 |                                                                             |                      |           |                         |